# Кама (велосипед)
«Кама» — масовий радянський двоколісний складаний велосипед з колесами 20 дюймів, призначений для використання в туристичних поїздках, в місті і за містом, з можливістю перевезення в складеному стані в громадському транспорті — електричках, автобусах, тролейбусах, трамваях, метро.

## Історія
З'явився в середині 1970-х років. Виробник велосипедів Кама — ТЗ ВПК (Акціонерне товариство відкритого типу «Велта», який раніше називався «Пермський машинобудівний завод імені Жовтневої революції»)
«Кама» характеризується вдалою конструкцією для складного велосипеда — жорстка похила рама, простий і зручний замок для складання/розкладання, відносно невеликими габаритами в складеному стані. Замок складання/розкладання, підсідельна труба і стрижень керма фіксувалися швидкодіючими пружними підвісками, що дозволяло дуже швидко зібрати і скласти велосипед. Регулювання посадки при їзді сприяв великий діапазон зміни положення сидіння по висоті та положення керма по висоті, так і в горизонтальній площині.
У заводській комплектації у «Ками» були в наявності задній багажник з пружинним притиском, портфель для дрібного інструменту «бардачок», насос для підкачки коліс на кронштейнах за сідлової стійкою рами, бризгозащітний крила на колеса, захисний щиток ланцюга і світловідбивачі на колесах. Більш пізні моделі велосипеда комплектувалися переднім гальмом.
Бренд «Кама» належить компанії «Урал-трейд», яка і виробляє велосипеди «Кама» по теперішній час (а також велосипеди під брендами Урал, Фрегат, Бумер, BMR, Скаут).
Лінійка велосипедів «Кама» представлена наступними типами велосипедів: дитячі велосипеди, гірські хардтейли, гірські двопідвісні, міські стандартні та міські складні велосипеди для різного віку.

## Технічні характеристики
| Моделі                       | В-815, 113-613                   |
| База, мм                     | 1000                             |
| Висота рами, мм              | 460                              |
| Кермо                        | поворотне, регульоване по висоті |
| Число зубців ведучої зірочки | 48                               |
| Число зубців веденої зірочки | 15                               |
| Крок велосипеда              | 4,9 м                            |
| Розмір шин, мм               | 406 х 40 мм (15,98" х 1,3/4");   |
| Габарити у складеному стані  | 310 х 770 х 980 мм               |
| Вага без обладнання, кг      | 14,6                             |